# Epinephelus marginatus
Pour les articles homonymes, voir Mérou rouge et Mérou noir.
Mérou brun, mérou de Méditerranée, Mérou rouge
Espèce
Synonymes
- Epinephelus guaza (Jordan & Evermann, 1896)
- Epinephelus guaza (Jordan & Evermann, 1896)
- Epinephelus marginatus (Lowe, 1834) (préféré par UICN)
- Serranus marginatus Lowe, 1834

Statut de conservation UICN

 VU  : Vulnérable
Le Mérou brun (Epinephelus marginatus), aussi appelé mérou de Méditerranée, mérou noir, mérou rouge ou mérou sombre, est une espèce de  poissons. Il fait partie des huit espèces de mérous recensées dans la mer Méditerranée de la famille des Serranidae, mais on le trouve aussi au Brésil.

## Description
Son corps est ovale et massif, couvert de petites écailles. La tête est épaisse et porte des yeux proéminents, entourés de taches claires. Ce poisson porte une nageoire dorsale unique, et a une queue arrondie à bordure blanche. Les nageoires pectorales et anale s'assombrissent distalement. Cette espèce peut atteindre 150 cm pour 100 kg. Son espérance de vie moyenne est de 50 ans.

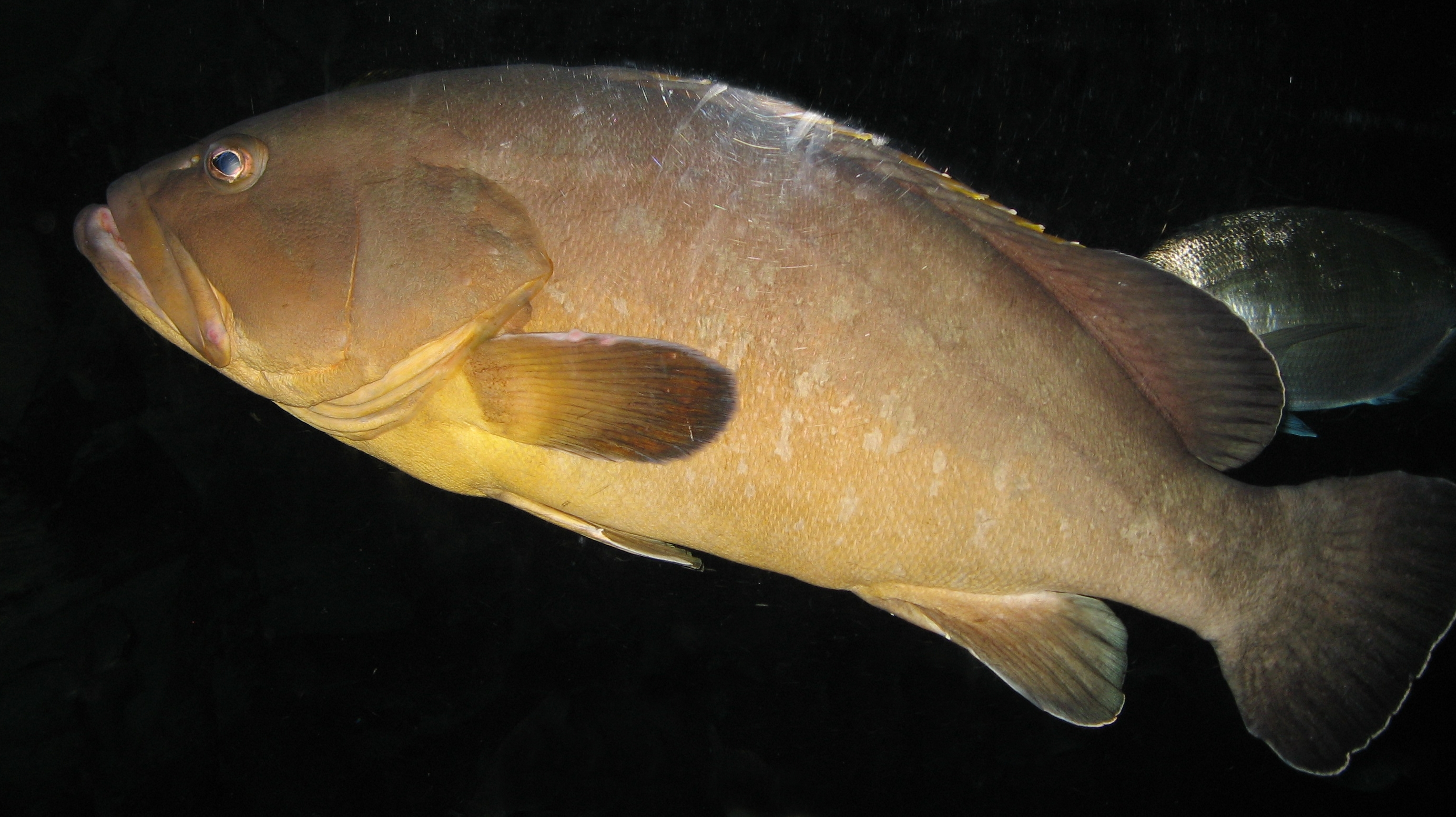
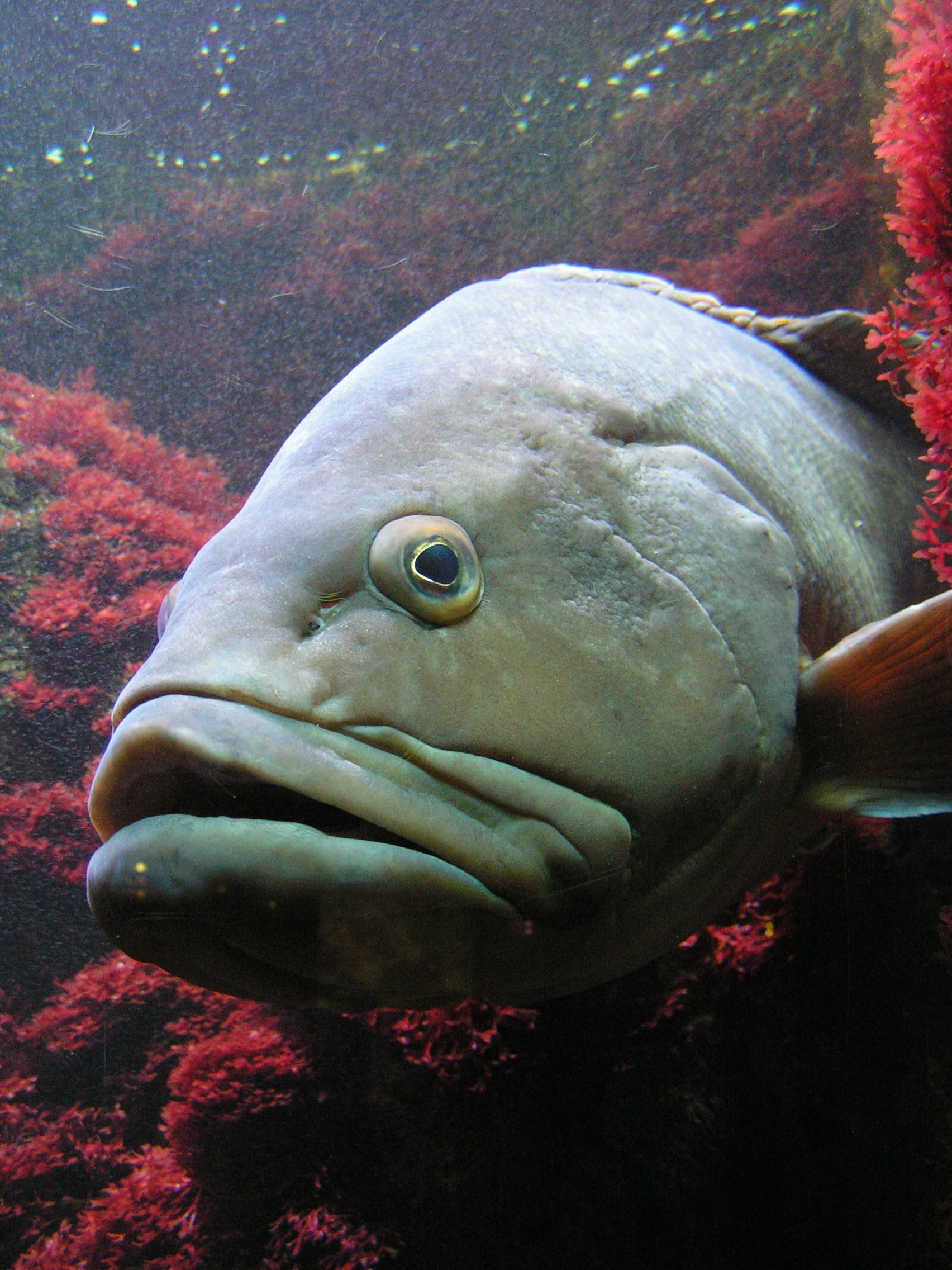
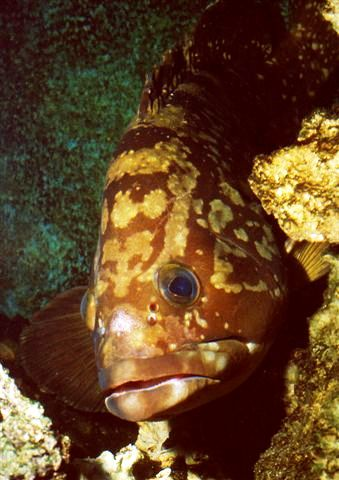
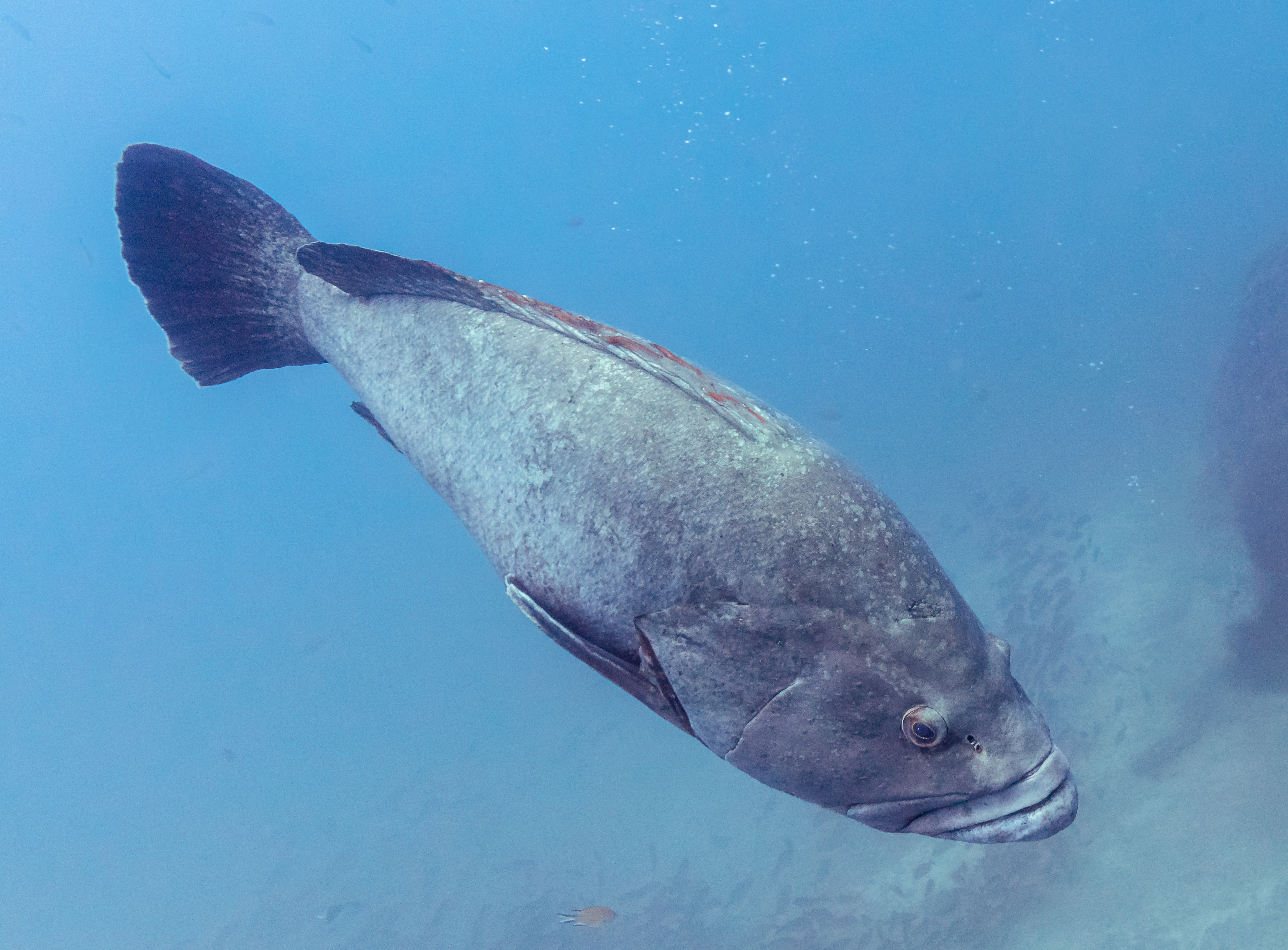
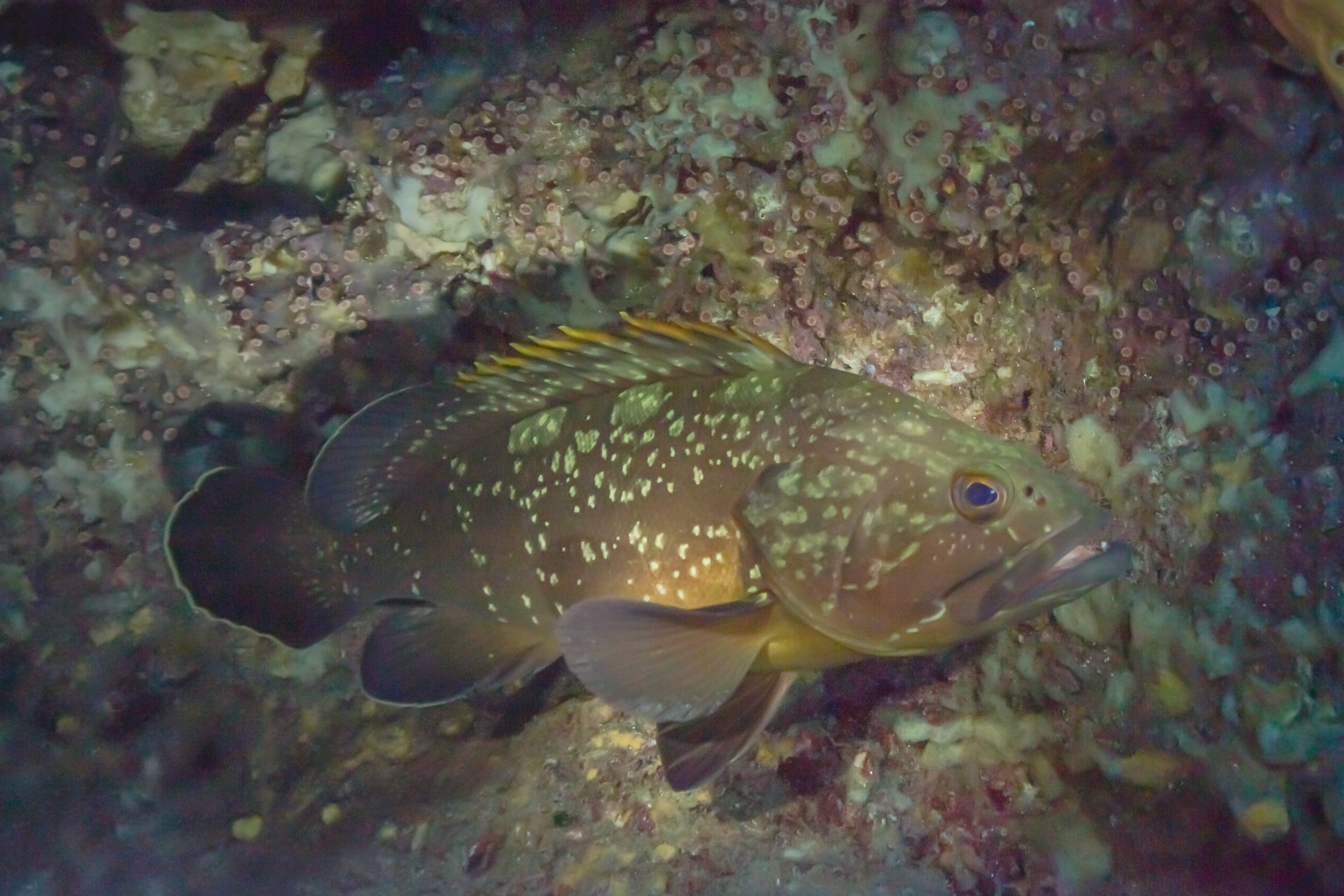
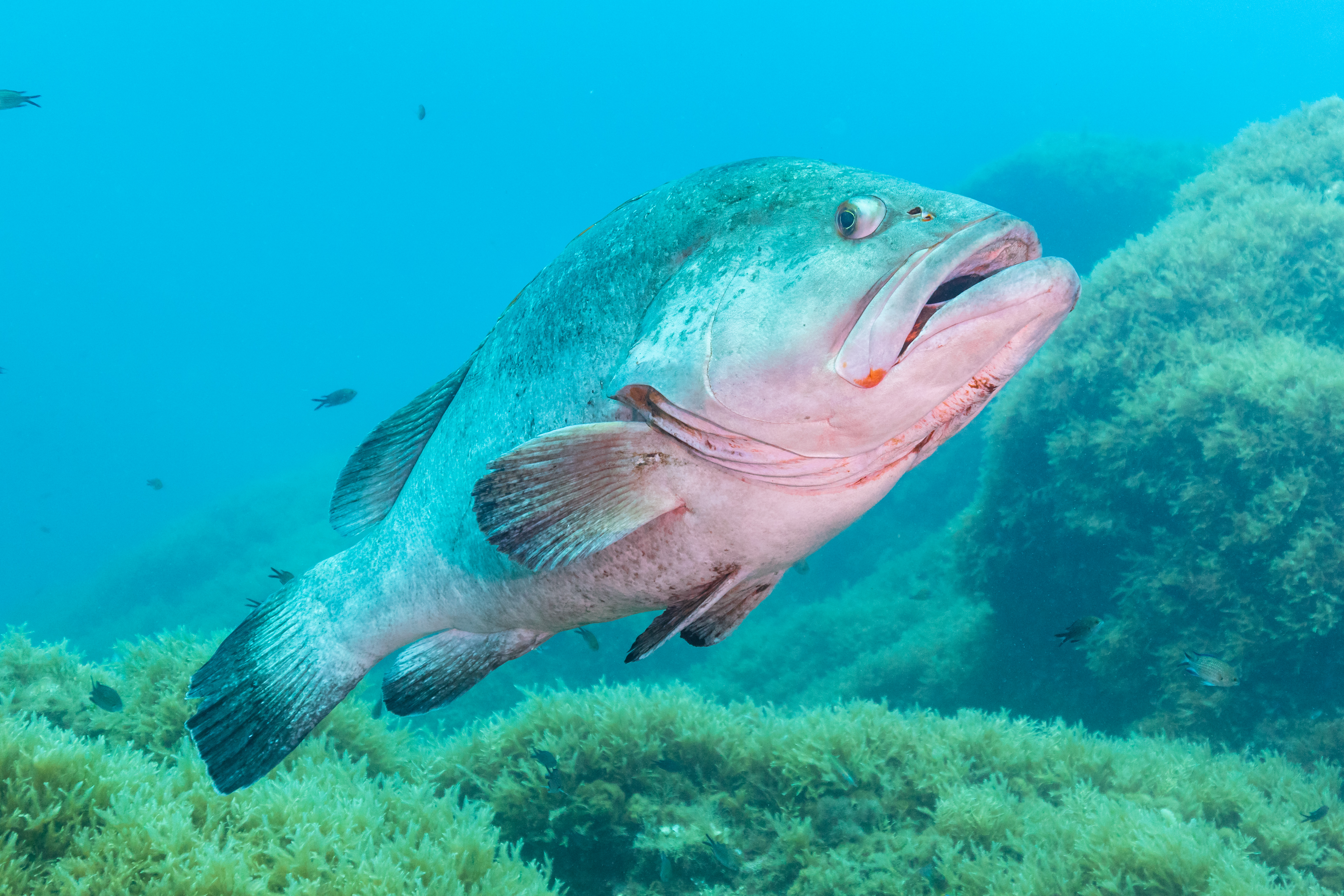

## Habitat et répartition
Ce poisson vit entre 20 et 200 m de profondeur, près du fond, dans les zones rocheuses accidentées. On le trouve dans toute la mer Méditerranée, mais aussi en océan Atlantique est (de la Bretagne à l'Afrique du Sud) et jusqu'au Brésil. Il est également présent dans l'océan Indien occidental.

## Écologie et comportement

### Mode de vie
Il est généralement solitaire. Cependant on peut rencontrer quelques individus (deux ou trois) partageant une même grotte ou un périmètre relativement réduit, mais qui seront toujours de taille différente. Au moment du frai, il migre vers des eaux profondes.

### Alimentation
Cette espèce consomme notamment des céphalopodes comme seiches, pieuvres et calmars.

### Reproduction
Le mérou n'a pas de sexe déterminé avant l'âge de quatre ans. Ce poisson possède une glande hermaphrodite capable de produire des gamètes femelles, puis mâles. Comme la girelle, le mérou peut donc changer de sexe une fois au cours de sa vie, lorsqu'il n'y a plus de mâle dominant : entre cinq et douze ans, le mérou est femelle, puis, jusqu'à la fin de sa vie (environ cinquante ans), il devient mâle. On dit que le mérou est hermaphrodite protogyne.

## Étymologie et dénomination
Le nom mérou vient de l'espagnol mero. Au Québec, son nom vernaculaire est badèche à gueule jaune[réf. nécessaire].

## Taxinomie
Le nom scientifique du "mérou brun" est Epinephelus marginatus, classe des Ostéichthyens, ordre des Perciformes, famille des Serranidés. Jusqu'à la fin des années 1980, il a été appelé Epinephelus guaza, mais cette dénomination n'est plus en usage car impropre.

## Le Mérou de Méditerranée et l'Homme

### Exploitation commerciale
Le mérou brun a bien failli disparaître des côtes du Nord de la mer Méditerranée, victime de sa placidité et de la facilité qu'ont eu les hommes à le pêcher.
Néanmoins, en France notamment, à la suite d'un moratoire sur sa pêche (pêche sous-marine et à l'hameçon), le mérou brun est de plus en plus fréquent sur les côtes.

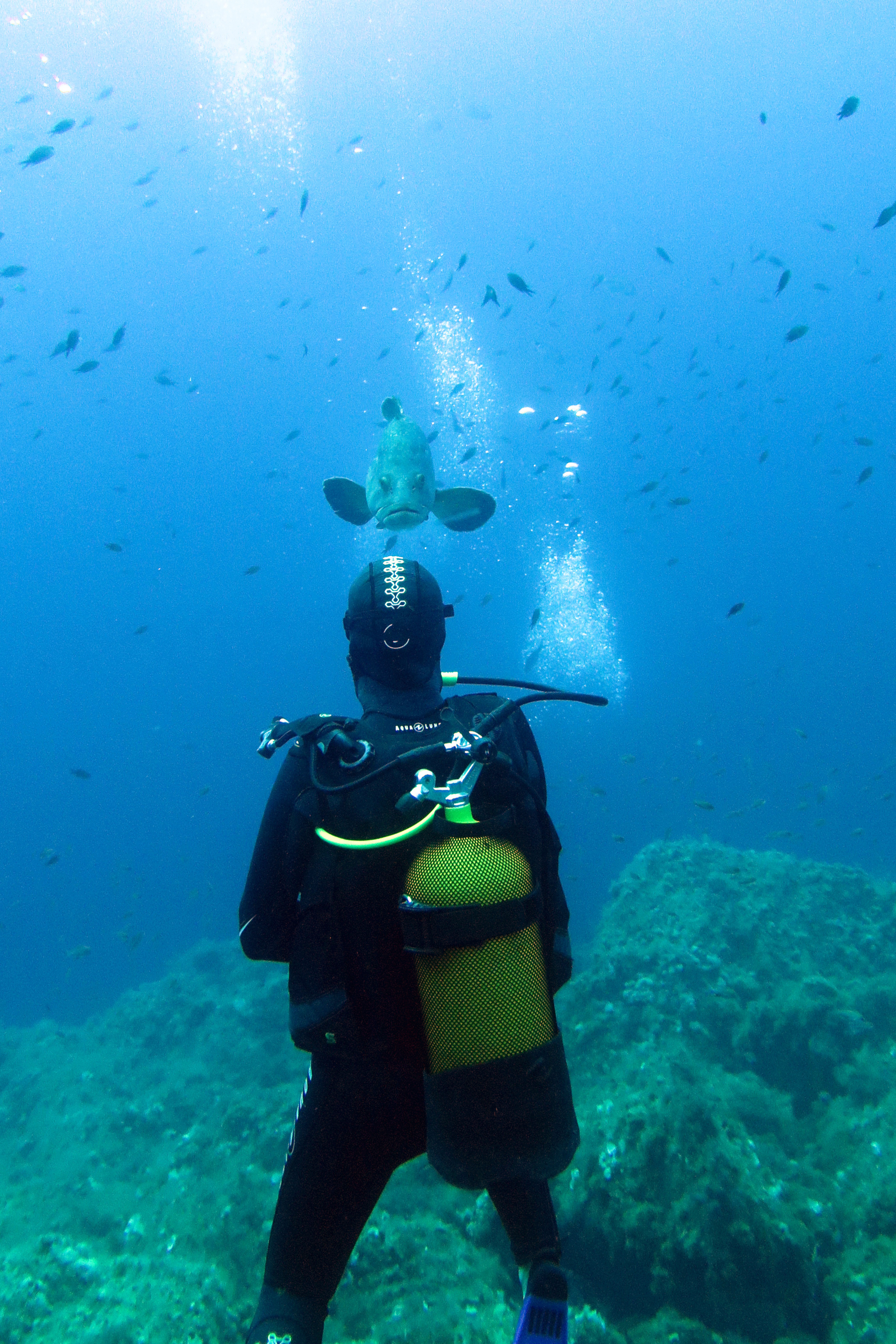
Un plongeur observant un mérou dans le Parc National de Port-Cros

Le mérou brun est probablement le poisson le plus recherché et le plus médiatique de la mer Méditerranée. Il peut vivre jusqu'à 200 m de profondeur. Les sites où ce poisson imposant et peu farouche a élu domicile sont particulièrement appréciés des plongeurs et des photographes (voir Jojo le Mérou dans Le Monde du silence de Jacques-Yves Cousteau).
En Afrique de l’Ouest, la population de mérous s'est effondrée de 80 %, en cause la surpêche.